# Heidenröslein
Heidenröslein är en av Johann Wolfgang von Goethes mest kända och populäraste dikter. Den sjungs som folkvisa och har tonsatts av många tonsättare, bland annat Franz Schubert.

## Tillkomst
Dikten baseras på visan Sie gleicht wohl einem Rosenstock vars text publicerades 1602 av Paul von der Aelst i samlingen Weltlicher züchtiger Lieder und Rheymen.
Goethe skrev sin version under sina studier i Strasbourg 1770. Vid denna tid hade den 21-årige Goethe en kort men häftig kärleksaffär med prästdottern Friederike Brion från Alsace. Tillsammans med andra dikter och sånger med anknytning till Brion (t.ex. "Mailied", med flera) tillhör "Heidenröslein" gruppen "Sesenheimer Lieder".
En mycket likartad version av texten publicerade Johann Gottfried Herder 1773 i Blätter von Deutscher Kunst und Art som en "barnvisa" som han återgav ur minnet. Herder tog också med sången 1779 i den andra volymen av hans Volkslieder (i den andra utgåvan 1807 med titeln Stimmen der Völker in Liedern. Eftersom Goethe publicerade sin dikt 1789 är förhållandet mellan Goethes och Herders versioner inte helt klarlagt.

## Text
Sah ein Knab' ein Röslein stehn,

Röslein auf der Heiden,

war so jung und morgenschön,

lief er schnell, es nah zu sehn,

sah's mit vielen Freuden.

Röslein, Röslein, Röslein rot,

Röslein auf der Heiden.

Knabe sprach: "Ich breche dich,

Röslein auf der Heiden!"

Röslein sprach: "Ich steche dich,

dass du ewig denkst an mich,

und ich will's nicht leiden."

Röslein, Röslein, Röslein rot,

Röslein auf der Heiden.

Und der wilde Knabe brach

's Röslein auf der Heiden;

Röslein wehrte sich und stach,

half ihm doch kein Weh und Ach,

musst' es eben leiden.

Röslein, Röslein, Röslein rot,

Röslein auf der Heiden.

## Tolkning
Dikten lämnar utrymme för flera tolkningar. Den enklaste är att rosen symboliserar en ung flicka som försvarar sig mot den unge mannens uppvaktning. Den unge mannen bröt ("der wilde Knabe brach") rosen – kan förstås tolkas som ett rent fysiskt övergrepp där han våldför sig på henne och tar hennes jungfrudom och det förblir obesvarat om han framdeles måste lida för detta i evighet. Det subtila är att han är stormförälskad och att känslorna besvaras, men att han sedan lämnar henne för gott och hennes hjärta brister.
Goethe skrev dikten med en 1500-talssång som förlaga vid minnet av sitt passionerade möte med Friederike Brion under sin tid i Strasbourg.

## Tonsättningar
Heidenröslein (D.257) är vid sidan av Der Lindenbaum Franz Schuberts mest berömda sång. Texten är, liksom i så många andra Schubertsånger, av Johann Wolfgang von Goethe. Bakgrunden till sångens popularitet är sannolikt svårmodet kopplat till de så ofta upprepade orden "Knabe" (pojken) och "Röslein auf der Heiden" (den lilla rosen på heden)[källa behövs]. Dessutom är det en enkel visartad melodi och en förhållandevis enkel pianosats.
Heidenröslein har tre strofer och musiken är strofiskt komponerad, det vill säga samma musik återkommer i varje vers. Dubbeltydigheten i dikten förstärks av de fyra takternas efterspel i varje vers. 
Andra tonsättare som satt musik till samma text är Heinrich Werner och Franz Lehár, som använde den i sin operett Friederike.